# Гастерн
Гастерн (нем. Gastern) — ярмарочная коммуна (нем. Marktgemeinde) в Австрии, в федеральной земле Нижняя Австрия. 
Входит в состав округа Вайдхофен.  Население составляет 1336 человек (на 31 декабря 2005 года). Занимает площадь 24,97 км². Официальный код  —  32206.

## Политическая ситуация
Бургомистр коммуны — Алойс Эстеррайхер (АНП) по результатам выборов 2005 года.
Совет представителей коммуны (нем. Gemeinderat) состоит из 19 мест.
- АНП занимает 15 мест.
- СДПА занимает 3 места.
- АПС занимает 1 место.